# Örs vezér tere metróállomás
Az Örs vezér tere a budapesti M2-es metróvonal keleti fejvégállomása az Örs vezér terénél, a Fehér út és a Kerepesi út kereszteződésében. Ezt az állomást a Pillangó utca követi.

## Története

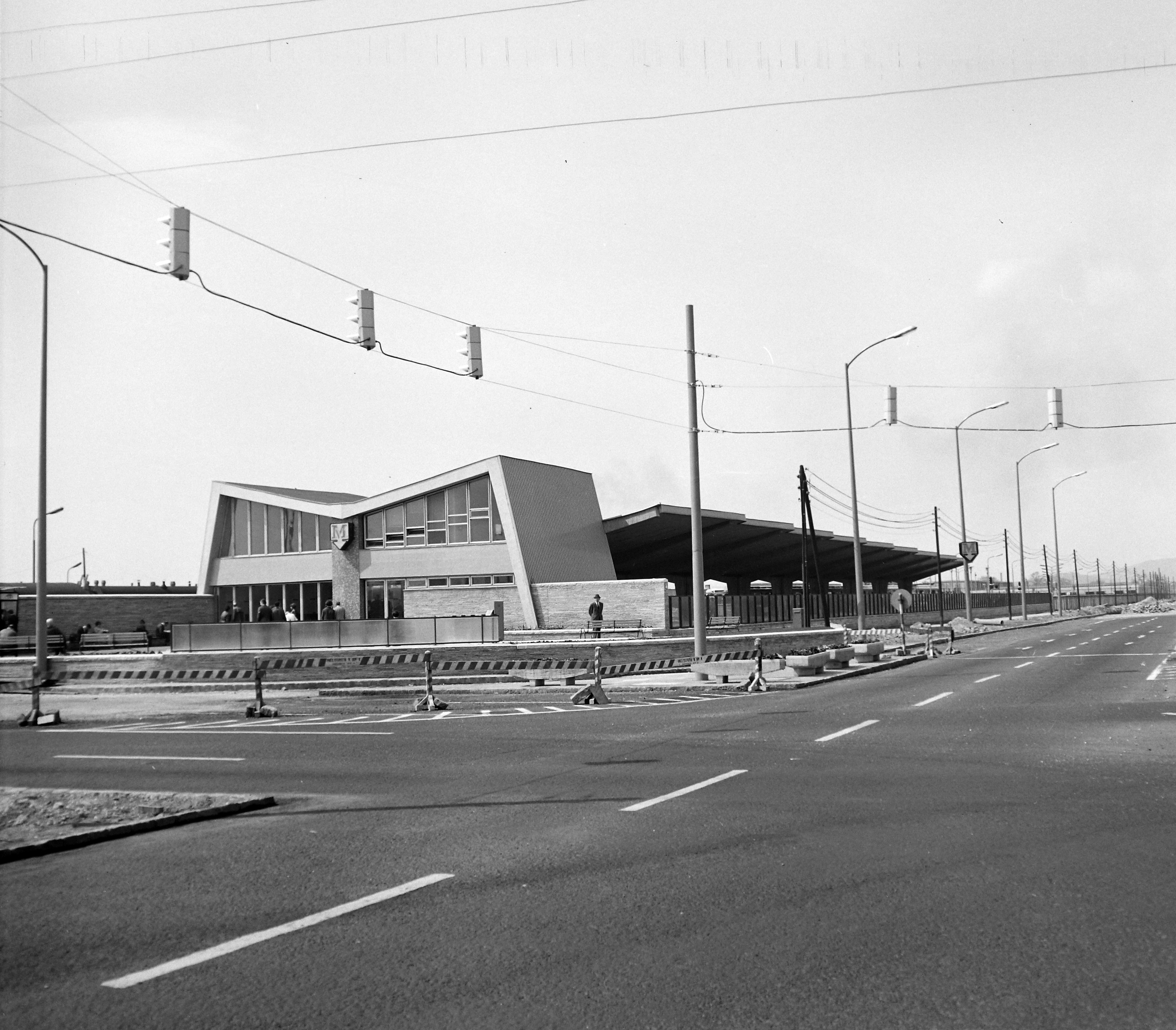
Az állomás 1970-ben

1970. április 2-án, az M2-es metróvonal első szakaszának átadásával nyitották meg. A metró keleti végállomása eredetileg a Népstadion állomás lett volna (ezért négy vágányos az állomás – a metró a középső, a HÉV pedig a szélső vágányokra érkezett volna), azonban az Örs vezér tere környéki lakótelepek megépülése miatt a nyomvonalat meghosszabbították. Az állomást 2007-ben felújították. Ennek során a harmadik vágányt is alkalmassá tették utasokat szállító szerelvények kiszolgálására.
Több évtizedes tervek léteznek az M2-es metróvonal és a H8–H9-es HÉV-vonal összekapcsolására. A BKK 2020-ig tartó fejlesztési tervei között szerepel a vonalak összekapcsolása. A legutolsó koncepció szerint a metró az Örs vezér terén a felszín alá kerülne, és a metrómegálló a HÉV végállomás helyére kerülne át.

## Jellemzői

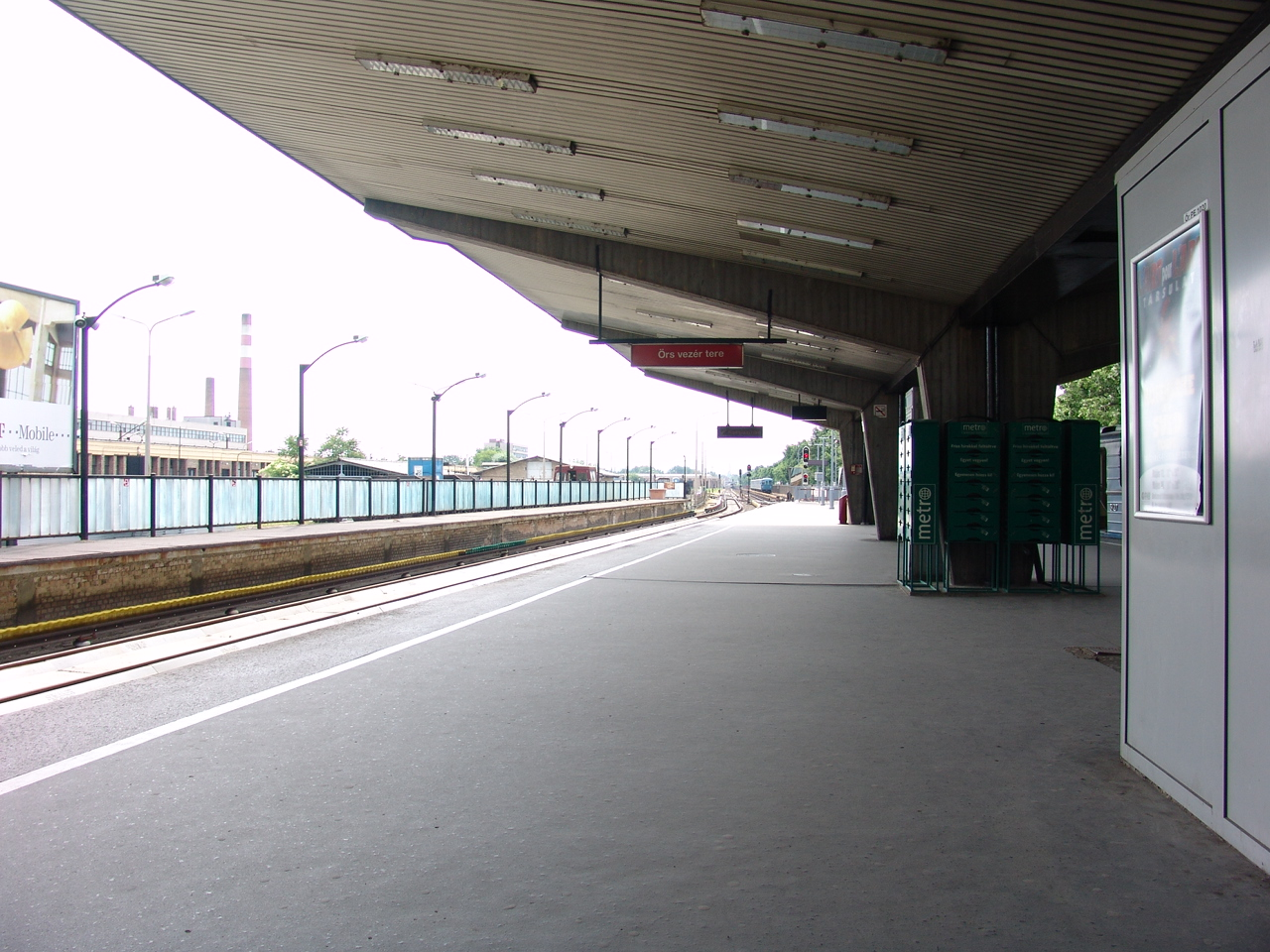
Az állomás kinézete 2006-ban

A felszínen elhelyezkedő állomás három vágánnyal és két peronnal rendelkezik. Ezek közül az utasforgalom számára egy peron és két vágány áll rendelkezésre. További egy peron és egy vágány szolgálati célokra van fenntartva, de alkalmas utasokat szállító vonat fogadására is. Az állomás vágányaihoz csatlakoznak be a Pillangó utca és az Örs vezér tere között található kocsiszínből induló vágányok. A vágányok a tengerszint felett 119,35 m-es, a peronok 120,45 m-es magasságban vannak. Egy kijárattal rendelkezik, amely lépcsővel kapcsolódik az Örs vezér téri aluljáróhoz.
Az Örs vezér tere Kelet-Pest legnagyobb tömegközlekedési csomópontja, ahol az M2-es metróvonal találkozik a H8-as és H9-es HÉV végállomásával. Számos autóbusz- és villamosvonal találkozási pontja a metróval, amelyek kapcsolatot teremtenek a kelet-pesti régióval. Az állomás közelében három nagy lakótelep, a Füredi utcai lakótelep, a Kerepesi úti lakótelep és a Gyakorló utcai lakótelep, valamint három üzletközpont, az IKEA Budapest áruház, az Árkád üzletközpont és a SUGÁR Üzletközpont helyezkedik el.

## Galéria

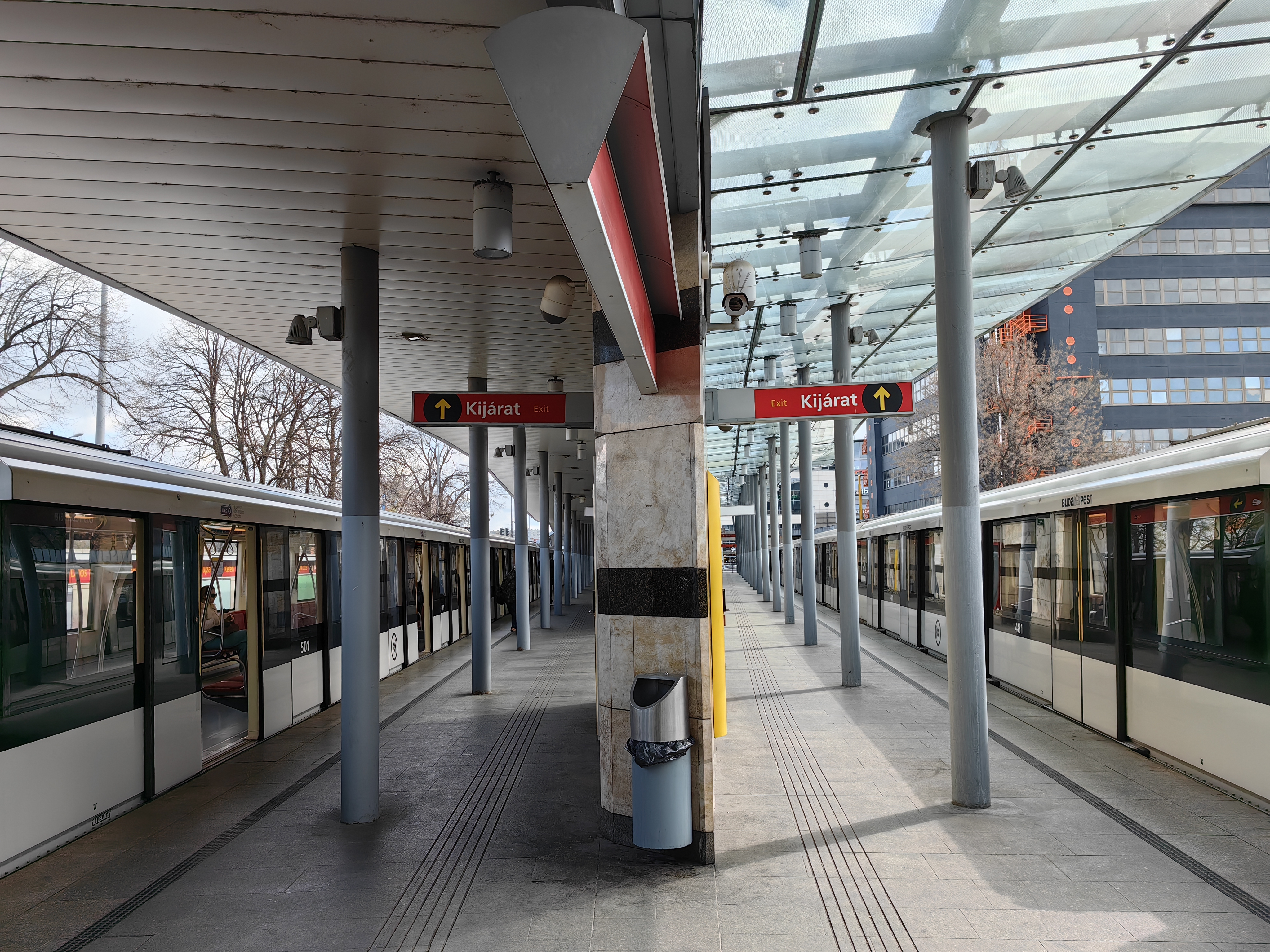
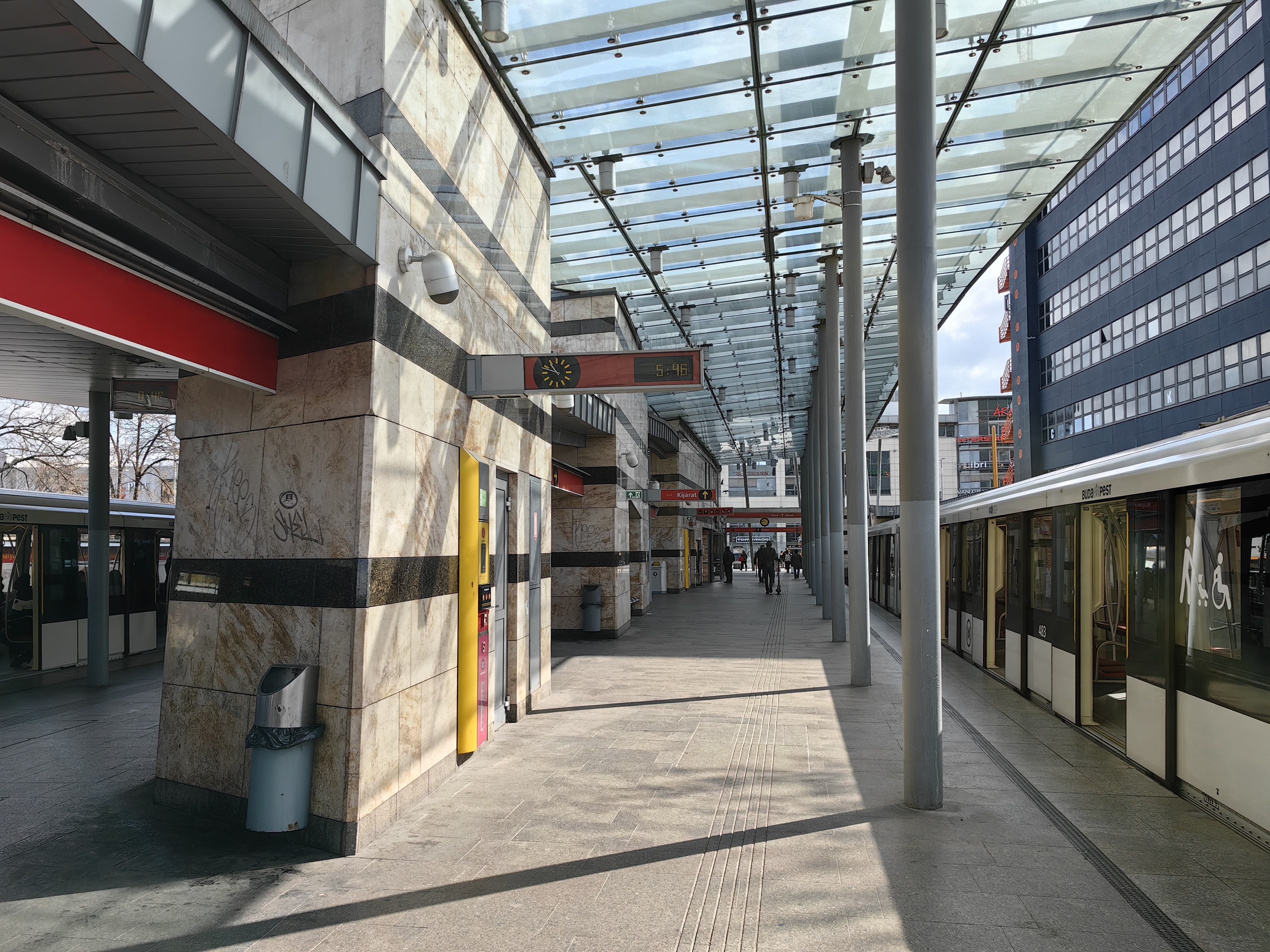
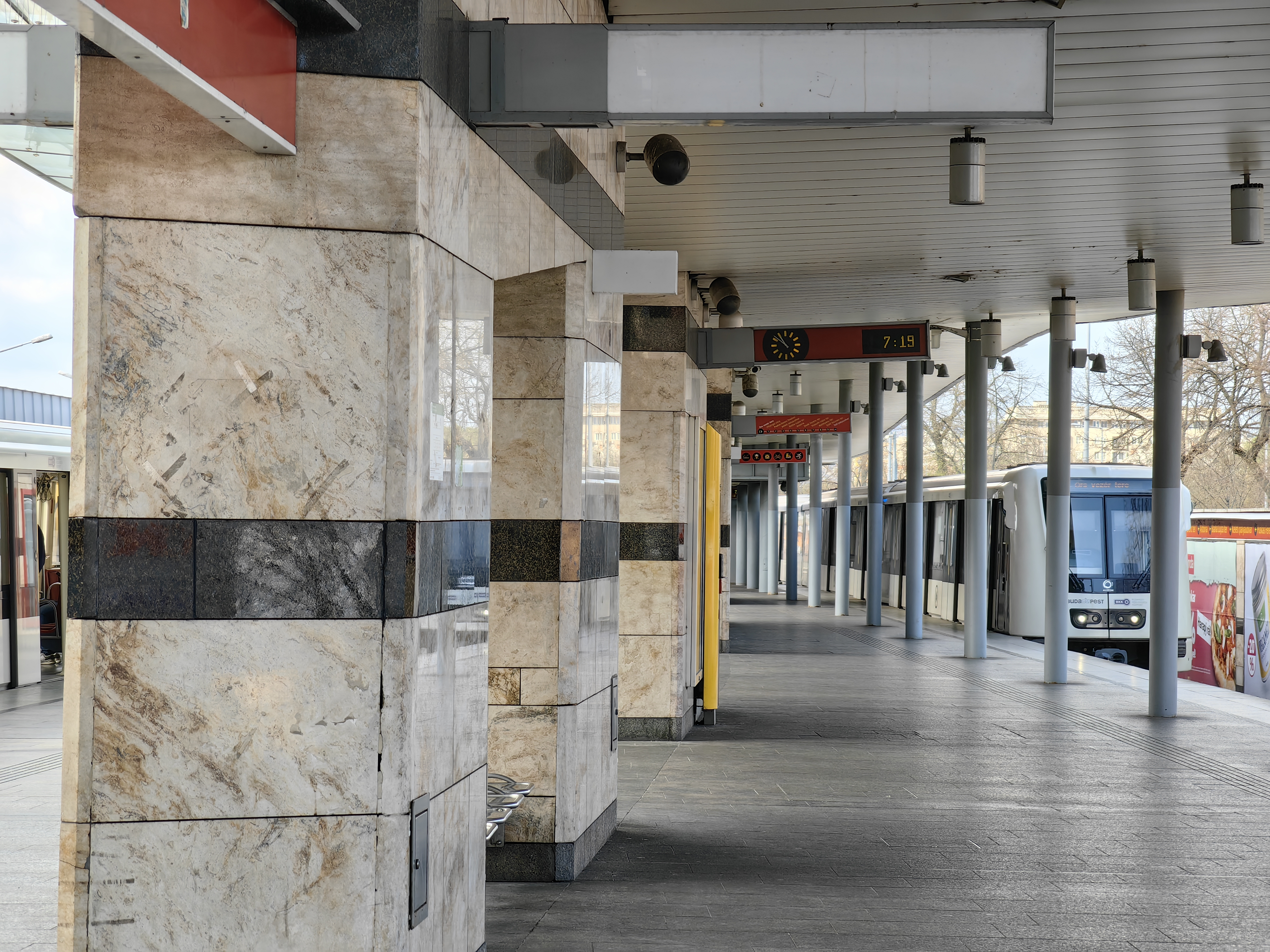
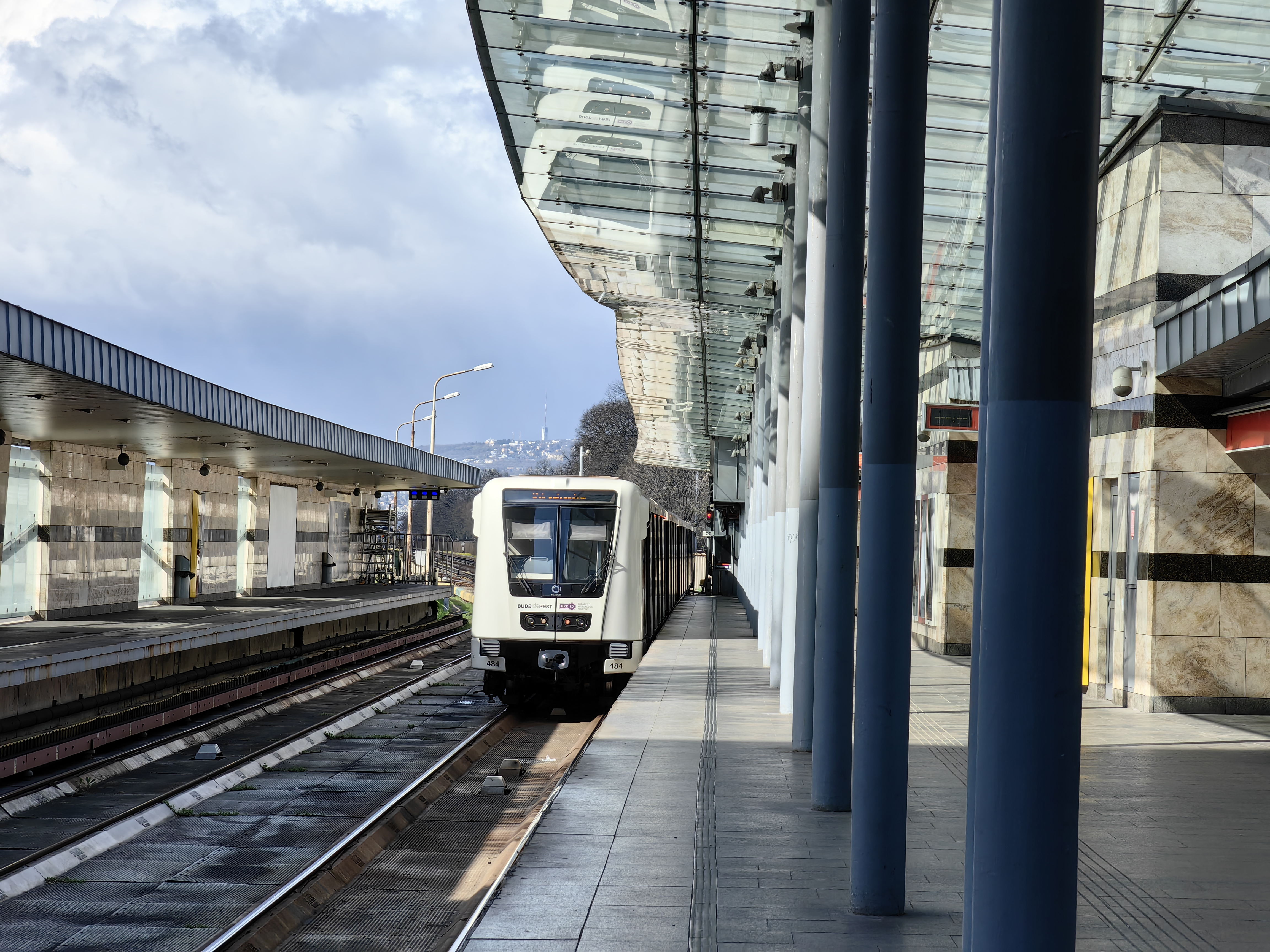
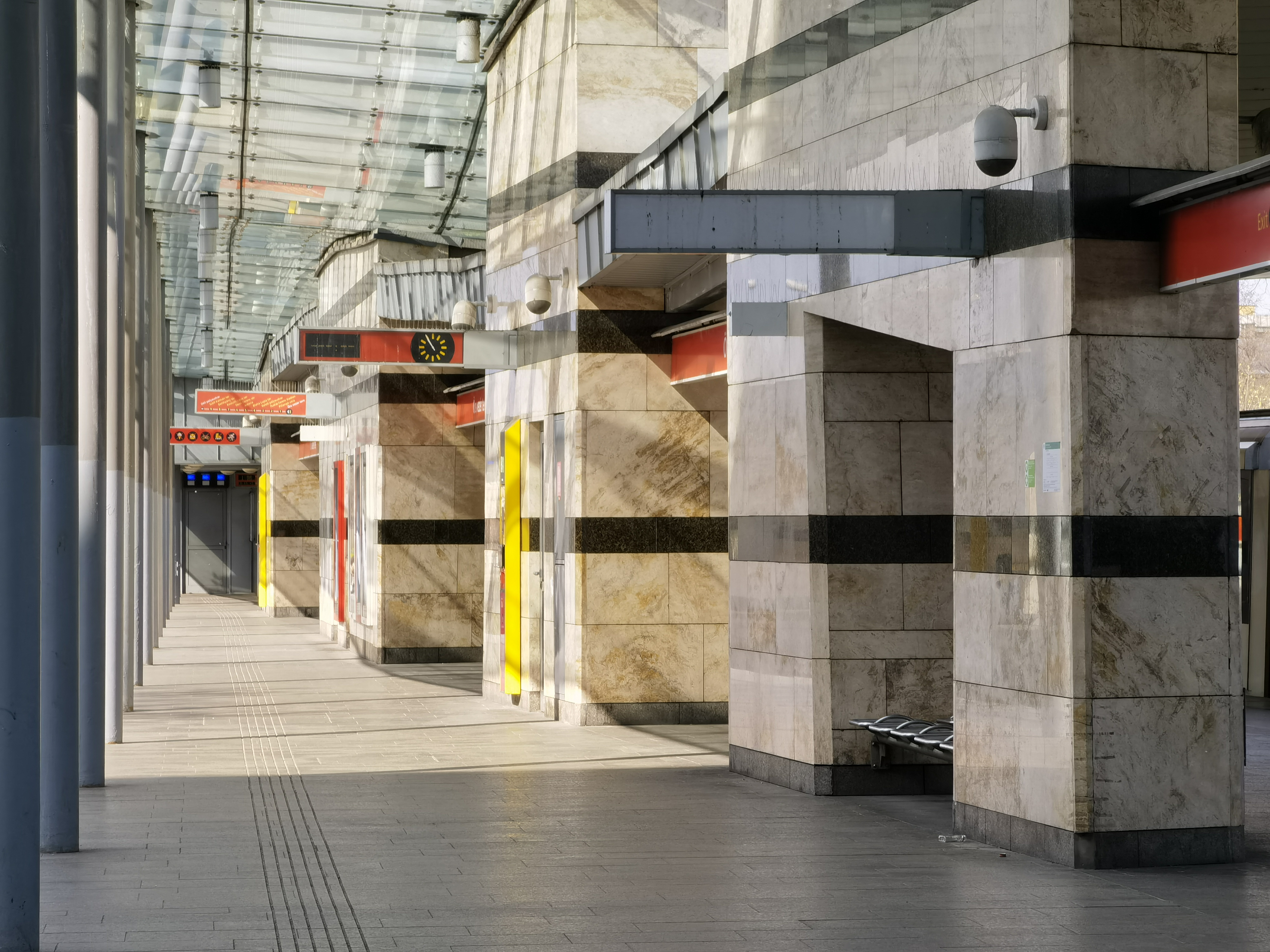
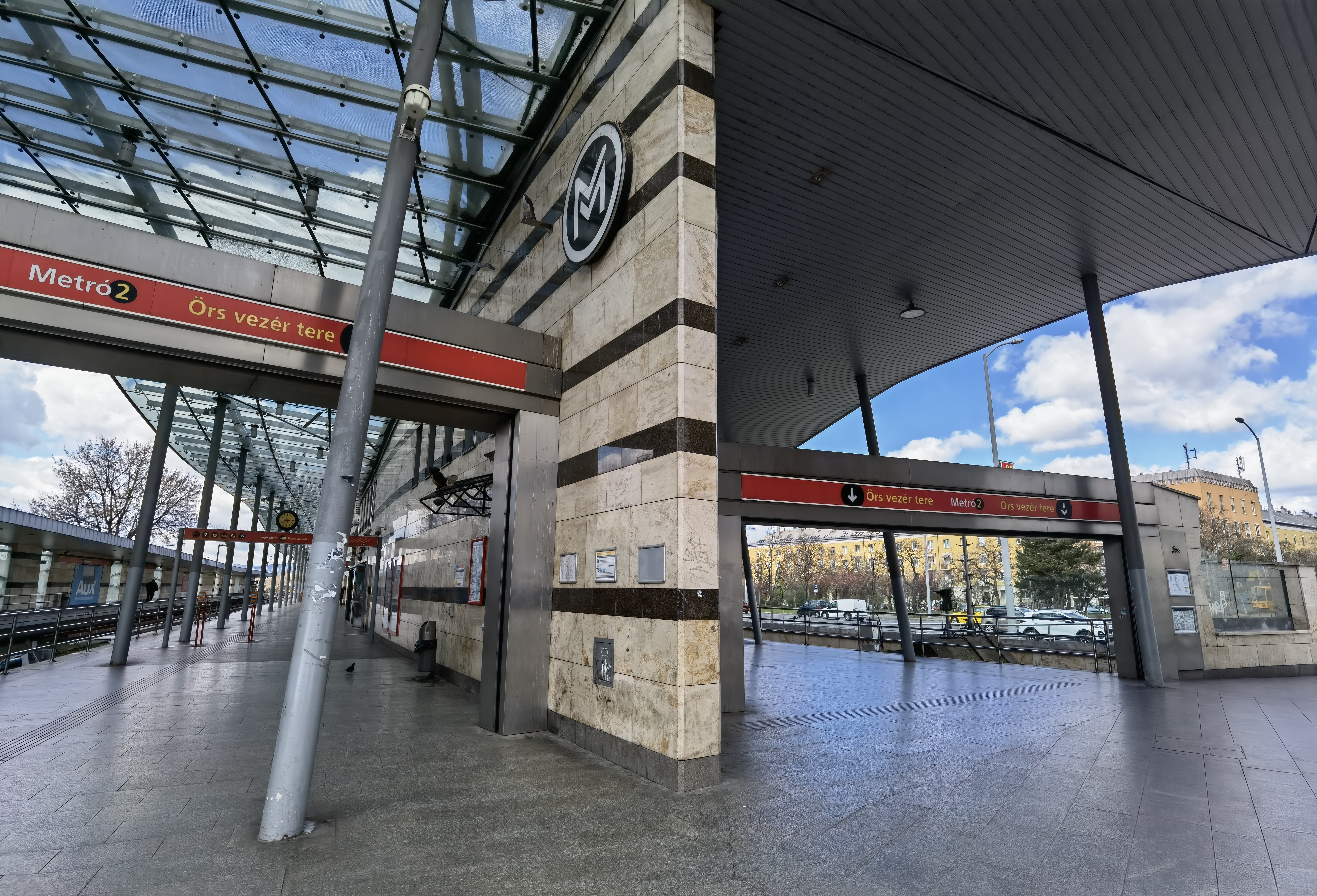

## Átszállási kapcsolatok
| Örs vezér tere | 10, 31, 32, 44, 45, 67, 85, 85E, 97E, 131, 144, 161, 161A, 161E, 168E, 169E, 174, 176E, 231, 244, 276E, 277 80, 81, 82, 82A 3, 62, 62A 410, 419, 430, 440, 441, 484, 485, 486, 505, 508, 509, 510 1040, 1049, 1070, 1075, 1077, 1078 | HÉV-állomás, Sugár és Árkád üzletközpont, IKEA áruház |